# 薄葉通泉草
薄葉通泉草（学名：Mazus goodenifolius）为玄參科通泉草屬下的一个种。

## 扩展阅读
- 維基物種上的相關：薄葉通泉草